# Cerkev sv. Primoža in Felicijana, Otok
Cerkev svetega Primoža in Felicijana na Otoku je bila prvič omenjena leta 1526. Predelana je bila v zadnji četrtini 17. stoletja. V tlorisu se zvrstijo vhodna lopa, pravokotna ladja s fasadnim nadzidkom zvonika na preslico in kratek prezbiterij s 3/8 zaključkom. Cerkev obdaja nizek zid.